# Лентини
Лентѝни (на италиански: Lentini, на сицилиански Lintini, Линтини) е град и община в южна Италия, провинция Сиракуза, автономен регион Сицилия. Разположен е на 53 m надморска височина. Населението на града е 24 017 души (към 2010 г.).
Лентини е много античен град. Селището било едно от първите създадени от гърците през 8 век пр.н.е. с името Леонтинои (старогръцки: Λεοντίνοι)